# Kolonizace Jižní Ameriky
Kolonizace Jižní Ameriky probíhala od počátku 16. století a jednalo se o historické procesy osídlování a kontroly kontinentu nejprve a nejvýrazněji Španěly a Portugalci, později v menší míře také Nizozemci nebo Francouzi. Jižní Amerika byla postupně kolonizována až do počátku 19. století, kdy zde vznikly formálně nezávislé státy.
Počátkem kolonizace Jižní Ameriky bylo objevení nového kontinentu Kryštofem Kolumbem dne 12. října 1492. Kolumbus a první španělští conquistadoři však objevili geograficky nejprve oblasti Karibiku a Severní Ameriky (dnešní Mexiko) a do Jižní Ameriky postupovali po moři při pobřeží Pacifiku a částečně také po souši přes oblast Střední Ameriky na západní pobřeží kontinentu. Naopak Portugalci se zaměřovali na kolonizaci vedenou z východního pobřeží dnešní Brazílie dále do vnitrozemí. Nejjižnější oblasti dnešní Jižní Ameriky (dnešní Uruguay a Argentina) byly kolonizovány ze dvou stran: z oblasti And a z moře, kde Španělé v roce 1580 založili přístavní město Buenos Aires.

## Původní jihoamerické kultury a kolonizace
Jihoamerický kontinent byl osídlen člověkem dávno před příchodem evropských dobyvatelů na počátku 16. století. Například už před 10 000 lety je doloženo lidské osídlení v oblasti And. Z kulturního hlediska byla Jižní Amerika v době svého objevení osídlena různými lidskými kulturami. Některé z nich měly poměrně složitou společenskou organizaci a stát, jiné lze označit za přírodní nebo nomádské kultury obývající rozsáhlé oblasti jihoamerických pralesů nebo pampy. Namátkou je možné zmínit například některé jihoamerické původní národy jako Guaraní, Kečua, Aymara, Arawaka, Auraca nebo Patagonce.
Z hlediska evropského dobývání jsou nejčastěji zmiňovány dvě americké civilizace: v oblasti Severní Ameriky jsou to Aztékové a v oblasti Jižní Ameriky Inkové. Obě tyto civilizace byly relativně složitě organizovanými agrárními společnostmi, s vlastním náboženstvím, znalostí řady technologií (architektura, metalurgie) a bohatou společenskou stratifikací. Vzhledem ke své vyspělosti tak představovaly pro iberské dobyvatele největší vojenskou a politickou výzvu.
Kontakt Evropanů s americkým obyvatelstvem představoval nejenom vojenskou výzvu, ale také kulturní a biologický střet nazývaný často jako "kolumbovská výměna". Jedním z významných prvků tohoto střetu ve vztahu k původnímu i k evropskému obyvatelstvu byl přenos nových nemocí z Amerik do Evropy, hlavně však z Evropy do Amerik. Přenos nemocí byl ve většině případů nechtěným a nečekaným následkem objevení a dobývání Ameriky. Na druhou stranu mělo dobývání (Jižní) Ameriky nejfatálnější dopady pro domorodé obyvatelstvo, a to díky kombinaci řady jevů jako byl zmíněný přenos nemocí, podřízení se novému ekonomickému systému postaveném na masové exploataci, postavení do nerovného, podřízeného vztahu k evropskému kolonizátorovi, násilné konverze ke katolictví spojené s ničením domorodé kultury a tradic, vnucování evropského jazyka (často spojené s přejmenováním) atd. Někteří autoři hovoří v souvislosti s dobýváním Amerik o genocidálních praktikách:
| „                                           | Během čtyř století od 90. let 15. století do 90. let 19. století byli Evropané a bílí Američané zapojeni do nepřerušeného řetězu genocidálních kampaní vůči domorodému obyvatelstvu Amerik. | “ |
| — David Stannard v knize American Holocaust | |   |

Statistické odhady mohou ilustrovat míru zamýšlených i nezamýšlených dopadů dobývání Ameriky pro původní obyvatele kontinentu. Podle těchto nepřesných odhadů bylo kolem roku 1492 v Amerikách okolo 75 miliónů původních obyvatel, kolem konce 19. století jich bylo jen kolem 4-4.5 miliónů (tedy jen kolem 6% odhadovaného počtu v roce 1492).

### Incká říše

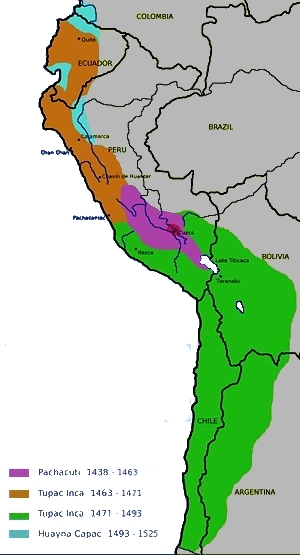
Expanze Incké říše mezi léty 1438-1525.

Incká říše představovala poslední předkoloniální státní celek v oblastech And. Vznikla kolem roku 1438, kdy došlo ke korunovaci Pachacútec Yupanqui, považovaného za zakladatele Incké říše. S jeho jménem je spojována nejen řada správních reforem, ale také přestavba inckého hlavního města Cuzca a snad i kultovního centra Inků Machu Picchu. Stejně jako jiné říše byla také Incká říše v podstatě multietnická a vznikla expanzí a nadvládou nad jinými kulturami. Už v době vlády Pachatékova syna Tupaca Inky Yupanquiho v letech 1471-1493 musel čelit povstání a následně zamířil inckou expanzi směrem na jih až do oblastí dnešního Chile a Argentiny. Jeho nástupce Huyana Capac se věnoval další konsolidaci říše a její expanzi orientoval neúspěšně východním směrem. Po jeho smrti v asi roce 1527 nebo 1528 se začala občanská válka mezi Capakovým synem Huáscarem a levobočkem Atahualpou. V roce 1532 ve válce zvítězil Atahualpa, avšak již v době, kdy se na peruánském pobřeží vylodili španělští dobyvatelé vedení Franciskem Pizarrem s mandátem dobytí Peru. Atahualpa padl do španělského zajetí a 29. srpna 1533 byl popraven.
Kolem roku 1537 zorganizoval další Inka Manco Tapak povstání proti Španělům, které ale bylo díky mnohem konsolidovanější vojenské moci Španělů neúspěšné. Značná část obyvatelstva se poté přestěhovala do odlehlých oblastí západních And, Incká říše přežívala svůj pád dalších zhruba čtyřicet let. V roce 1572 byl Španěly poražen i poslední Inka Tupak Amarú, čímž bylo dobytí Incké říše dokončeno.

## Konsolidace španělské kontroly nad Jižní Amerikou
Paralyzace incké moci zajetím a následně popravením Atahualpy neznamenalo okamžitou konsolidaci španělské moci v oblastech doposud kontrolovaných Inky. Naopak záhy došlo k situaci, kdy vznikl nový konflikt o moc mezi samotnými conquistadory Franciscem Pizarrem a Diegem de Almagrou a jejich stoupenci. V tomto konfliktu byl nejprve zabit Almagro (1538) a později samotný Pizzaro (1541). Tento konflikt byl mimo jiné výsledkem minimální kontroly ze strany Madridu. Přesto byla v roce 1535 založena Lima, město, které se do budoucna stalo centrem španělské koloniální správy nad celou oblastí And a snad vůbec nejvýznamnějším centrem španělské moci v Jižní Americe. Následně bylo v roce 1542 založeno místokrálovství Nové Kastilie, později přejmenované na místokrálovství Peru. Až v roce 1572 bylo místokrálovství zcela politicky konsolidováno místokrálem Franciskem de Toledo, kterému se podařilo zlomit poslední stopy inckého odporu a popravit posledního inku Túpaca Amaru.

## Počátky portugalské kolonizace v Brazílii

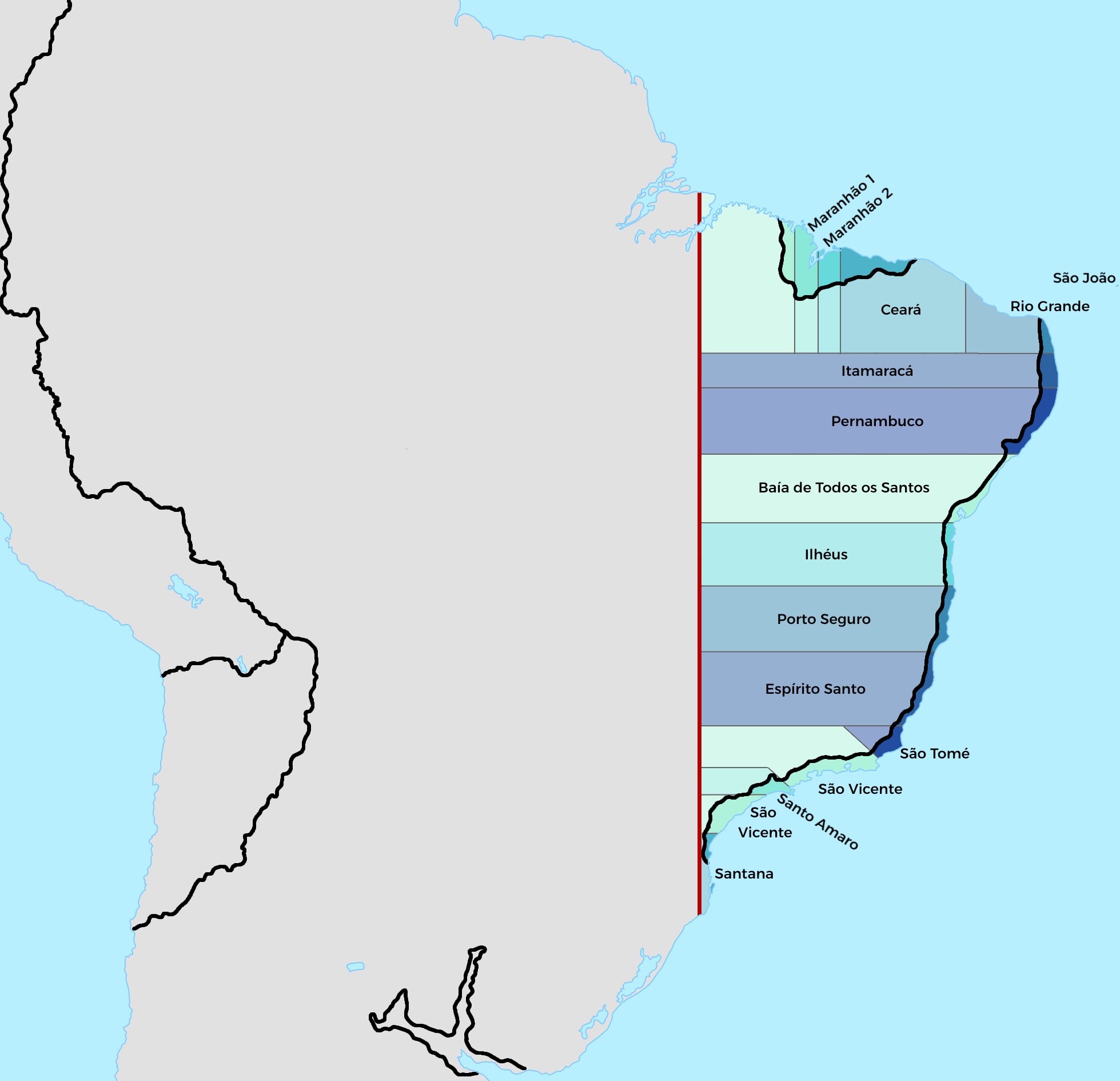
První brazilské kapitanáty v roce 1534.

V roce 1500 se v oblasti dnešní severovýchodní Brazílie vylodil portugalský mořeplavec Pedro Álvares Cabral. V této době ale nebyla kolonizace v Americe pro Portugalce hlavním zájmem, jelikož se v této době zaměřovali na obchod s Indií a expanzi v oblasti západního pobřeží Afriky nebo v Maroku a v Asii. Větší zájem o jihoamerické državy začali mít Portugalci až v souvislosti se španělskou expanzí na kontinentě. Proto mezi roky 1516-1530 byla z Portugalska vyslána loďstva, která měla chránit portugalské zájmy v oblasti před Španěly a francouzskými korzáry. Skutečný počátek kolonizace Brazílie založené na podpoře Koruny byla výprava Martima Alfonsa de Sousa, který po roce 1532 reorganizoval správu založením prvních kapitanátů, založil první brazilská města a prozkoumal velkou část brazilského pobřeží.
V roce 1548 Koruna rozhodla posílit vliv centra v oblasti a zřídila nový úřad generálního guvernéra se sídlem ve městě Bahía. Tímto způsobem přišli majitelé kapitanátů o většinu svých politických práv.

## Organizace španělských a portugalských kolonií v Jižní Americe
Během prvního století španělské a portugalské kontroly nad Jižní Amerikou byla iberská moc postupně organizována a konsolidována. V době prvních asi 50 let byl tento proces ovlivněn postupným objevováním nových území, zakládáním nových koloniálních měst, postupným příchodem většího počtu imigrantů z Iberského poloostrova a z Evropy a konečně také domorodým odporem vůči conquistadorům. Dalším, neméně významným problémem, byla vzdálenost Koruny a problematická a zdlouhavá komunikace mezi koloniemi a centrem v Madridu a Lisabonu. Nicméně první generace conquistadorů byla záhy nahrazena novými imigranty a v nejvyšší postech potom Španěly/Portugalci z poloostrova (peninsulares).
Nejvyšším španělským koloniálním úřadem byla Rada pro Indie (Casa de las Indias, 1524) ve které bylo 9 až 12 členů, pocházejících vesměs ze nejvýznamnějších španělských šlechtických rodin. Rada pro Indie sídlila ve Španělsku při královském dvoru a nebylo neobvyklé, že její členové nikdy nový kontinent sami nenavštívili. Do její pravomoci spadaly všechny záležitosti kolonií jako byl výběr nových místokrálů, guvernérů a soudců, vydávání zákonů, obchodních licencí a povolení k emigraci do Ameriky, stejně jako záležitosti inkvizice a misii. Rada jako taková připravovala dobrozdání pro krále, jehož potvrzení dávalo rozhodnutí všeobecnou platnost.
Podřízeným orgánem byla Casa de la Contratación (Kontratační úřad) sídlící v Seville (založena v roce 1503), do jejíž pravomocí spadaly především obchodní záležitosti a mořeplavba. Casa byla pravděpodobně organizována podle janovského vzoru.

Až do 18. století byla španělská část Jižní Ameriky soustředěna do jednoho místokrálovství Peru. To se dělilo do 6 audiencií:
1. Panama
2. Santa Fé de Bogota
3. Quito
4. Lima
5. La Plata de Los Charcas
6. Chile

Nejvyšším správním a politickým orgánem byl v Jižní Americe místokrál (vicerey), který představoval španělského krále v koloniích. Místokrál spravoval rozsáhlé oblasti Jižní Ameriky spojené do místokrálovství (virreinato) a byl obklopen rozsáhlým dvorem. V prvním období kolonizace byly ve španělské Americe dvě místokrálovství: v roce 1535 založené místokrálovství Nové Španělsko (Nueva Espaňa), které zahrnovalo území Mexika v Severní Americe, Střední Ameriku a Karibské ostrovy a část Venezuely v Jižní Americe, a v roce 1542 zřízené místokrálovství Peru, které zahrnovalo všechna ostatní území v Jižní Americe mimo portugalských. Až v 18. století byla zřízena dvě další místokrálovství, čímž se zmenšila území původních dvou příliš rozsáhlých místokrálovství: místokrálovství Nová Granada (1717) v oblastech dnešní Panamy, Kolumbie, Ekvádoru a Venezuely, a dále místokrálovství Río de la Plata (1776) zahrnující dnešní Argentinu, Paraguay, Uruguay a Bolívii. Vedle vzniku nového místokrálovství Nová Granada došlo k dalšímu územnímu dělení kolonií do tzv. intendencias.
Místokrálovství byla rozdělena do menších správních jednotek, které se členily buď do guvernie (gobernaciones), generálního kapitanátu nebo do audiencie. Guvernie měla vládní (či správní) charakter, generální kapitanát vojenský a audiencie soudní. V rámci guvernie existovaly menší obvody alcadía mayor nebo corregiemento. Obecně lze nižší správu ve španělské Jižní Americe charakterizovat jako poměrně nejednotnou. Vlastní správu měli domorodí obyvatelé a jinou správu koloniální města, která byla organizovaná a stavěná podle evropských vzorů. Města byla spravována městskými radami (cabildo).
Španělská koloniální správa a organizace se během tří století své existence samozřejmě proměňovala. Jejím nejvýznamnějším rysem byl důraz na centralizaci, který korespondoval s počínajícím ideálem a praxí španělského absolutismu, který se začal formovat právě v době španělské koloniální expanze v Jižní Americe za krále Filipa II. Habsburského.
V případě portugalských kolonií v Jižní Americe, tedy v případě koloniální Brazílie, je možná najít řadu podobných prvků jako ve španělském případě. Po roce 1500 byla portugalská území zorganizována do 15 kapitanátů, které měly vojensko-feudální charakter a které byly dědičné. Tento princip se ale ukázal jako neúspěšný a přestal být v souladu se zájmy Koruny, která posílila svůj vliv v oblasti zřízením funkce generálního guvernéra (1549), který byl nadřízen kapitanátům a oklestil jejich politické funkce. Později (1621) přistoupili také Portugalci ke zřízení dvou místokrálovství (v portugalštině se užíval pojem Estado – stát). K tomuto rozhodnutí došlo pod vlivem španělské správy, vzhledem k tomu, že evropské Portugalsko a s ním i jeho kolonie se v roce 1580 až do roku 1640 dostaly pod vládu španělských králů. V této době došlo rovněž k většímu důrazu na centralizaci, která do té doby byla v portugalských koloniích mnohem menší. Zájem o americké kolonie byl později posílen díky úpadku portugalského vlivu v Asii, a to během 17. a v 18. století.

## Koloniální společnost v Jižní Americe
Koloniální společnost byla charakterizována na prvním místě přísnou stratifikací obyvatelstva do dvou obecných skupin, které byly nazývány jako Republika Španělů (Republica de los Espaňoles) a Republika Indiánů (Republica de los Indios). Ranou základní společenskou institucí, která rovněž zprostředkovávala vztahy mezi oběma republikami, byla tzv. „encomienda“. Jednalo se o částečně stále feudální instituci, která dávala encomendadorovi moc nad určitým územím a jeho obyvatelstvem. Jeho povinností bylo místní indiánské obyvatelstvo ochraňovat a christianizovat. V případě potřeby měl být připraven k vojenské pomoci Koruně, od které encomiendu získal. Za to mohl od Indiánů vybírat daně v podobě zemědělské produkce, výrobků nebo drahých kovů. Tato forma se ale dostala do krize už velice záhy a v 17. století byla nahrazena tzv. repartimiento, které představovalo další formu nucené práce pro členy republiky Indiánů. Další formou pro organizaci hospodářsko-společenských vztahů v koloniální Americe byla „hacienda“, která kombinovala nucenou práci a práci za mzdu s paternalistickými vztahy mezi rolníky a padronem (majitelem haciendy).

### Jižní Amerika jako společnost kast
Toto rozdělení na dvě republiky bylo založena na rasistické stratifikaci obyvatelstva. Republika Španělů se skládala z evropského a bílého obyvatelstva a byla dále hierarchizována do vládnoucí elity (španělská šlechta a bohatí kreolové vlastnící rozsáhlé haciendy a doly), městské elity (bohatí obchodníci) a konečně chudší a chudé vrstvy. Republika Španělů byla nadřazena daleko početnější republice Indiánů, která byla tvořena původním obyvatelstvem a hybridním obyvatelstvem, které vzniklo míšením evropské a indiánské rasy (mestizzo), ale také s černošským obyvatelstvem dovezeným z Afriky na otrocké práce. Smíšené i bílé obyvatelstvo bylo rozděleno do kast, které sehrávaly ve společenském a kulturním smyslu významnou roli. Tento kastový systém se týkal obou republik. Obě republiky měly vlastní samosprávu a platily v nich odlišné zákony, avšak republika Indiánů byla ve všech oblastech podřízená kolonizátorům. Komplexitu vztahů mezi oběma republikami výstižně shrnuje B. Roedl:
| „ | V koloniální legislativě se odrazila cílevědomá segregační politika španělského státu. Našla svůj výraz v asymetrickém rozdělení společnosti na 'republiku Španělů' a 'republiku indiánů', ve kterých platily odlišné zákony. I když realita každodenního života tuto umělou hráz široce překračovala, vytvořila v mentalitě obou trvalé vědomí odlišnosti a sounáležitosti. Za touto psychickou bariérou se zakonzervovaly staré indiánské zvyky, tradice a hodnoty. Tento schematický obraz nevystihoval celou realitu společnosti. Obě republiky byly rozděleny sociálně, indiánská i etnicky a jazykově. | “ |

Kastovní systém v Jižní Americe rozděloval obyvatelstvo do několika kast podle rasového principu. Jednalo se o velice složitý a systém společenské hierarchie, který vypadal například následovně:
| otec      | matka     | děti        | barva                                    |
| --------- | --------- | ----------- | ---------------------------------------- |
| Evropan   | Evropan   | kreol       | bílá                                     |
| kreol     | kreol     | kreol       | bílá                                     |
| běloch    | Indián    | mestic      | 6/8 bílá, 2/8 Indián, světlá             |
| Indián    | běloch    | mestic      | 4/8 bilá, 4/8 Indián                     |
| běloch    | mestic    | kreol       | bílá                                     |
| mestic    | běloch    | kreol       | tmavší bílá                              |
| mestic    | mestic    | kreol       | tmavší bílá                              |
| běloch    | černoch   | mulat       | 7/8 běloch, 1/8 černoch: často světlá    |
| černoch   | běloch    | zambo       | 4/8 černoch, 4/8 běloch: světle bronzová |
| běloch    | mulat     | quarteron   | 6/8 běloch, 4/8 černoch: světlá          |
| mulat     | běloch    | mulat       | 5/8 běloch, 1/8 černoch: tmavší          |
| běloch    | quateron  | quinteron   | 7/8 běloch, 1/8 černoch: velmi světlá    |
| quarteron | běloch    | quarteron   | 6/8 běloch, 2/8 černoch: tmavší          |
| běloch    | quinteron | kreol       | světlá                                   |
| černoch   | Indián    | chino       | 4/8 černoch, 4/8 Indián:tmavší           |
| Indián    | černoch   | chino       | 2/8 černoch, 6/8 Indián:tmavá            |
| černoch   | mulat     | zambo       | 5/8 černoch, 3/8 běloch:tmavá            |
| mulat     | černoch   | zambo       | 4/8 černoch, 4/8 běloch:světlejší tmavá  |
| černoch   | zambo     | zambo       | 15/16 černoch, 1/16 běloch: černá        |
| zambo     | černoch   | zambo       | 7/8 černoch, 1/8 běloch: černá           |
| černoch   | chino     | zambo-chino | 15/16 černoch, 1/16 Indián:černá         |
| chino     | černoch   | zambo-chino | 7/8 černoch, 1/8 Indián: černá           |
| černoch   | černoch   | černoch     | černá                                    |

Terminologie nebyla v rámci tohoto kastového systému jednotná, což znamenalo, že se jednotlivé názvy mohly lišit regionálně nebo časově. Nicméně rasové hledisko bylo a stále latentně zůstává významným problémem jihoamerických společností. Za zmínku stojí připomenout, že například v Bolívii nebo Venezuele se stali prezidenty poprvé ne-kreolové až v posledních letech (Evo Morales a Hugo Chavéz).

### Role a význam katolické církve v Jižní Americe
Vzhledem k tomu, že hlavním ideologickým ospravedlněním iberské conquisty jihoamerického kontinentu bylo obrácení na katolickou víru, sehrávala zde významnou roli také katolická církev. Na začátku conquisty proběhla uvnitř církve diskuse o obecném postavení domorodých Indiánů. Vyvrcholila známou diskusí z Valladolidu, ve které dominikán Bartolomé de las Casas a teolog Juan Ginés de Sepúlveda představovali dva odlišné tábory názorů v církvi. Las Casas argumentoval, že domorodci jsou svobodnými lidmi žijícími v přirozeném řádu a že si tedy zaslouží stejné zacházení jako jiní. Později se vášnivě snažil obhajovat indiánské obyvatele před bezohledným vykořisťováním dobyvatelů:
| „                        | Bůh učinil tolik početné a různé národy této oblasti natolik otevřené a nevinné, jak si jen lze představit. Nejprostší lidé na světě, nevtíraví, neprůbojní a poslušní jsou prosti zášti či lsti a zcela poslušní jak ke svým vlastním pánům, tak ke Španělům, pod jejichž službou se nacházejí. Nikdy se nehádají a nejsou bojovní či divocí, nedlí v nich zášť a nechtějí si vyřizovat staré účty. Naopak představy o pomstě jsou jim téměř cizí. Současně patří k těm lidským bytostem, které nejsou robustní, ale jejich slabá tělesná konstituce je činí neschopné odolávat tvrdé práci nebo utrpení a dělá je náchylné ke každé nemoci bez ohledu na to, jak by byla mírná. | “ |
| — Bartolomé de las Casas | |   |

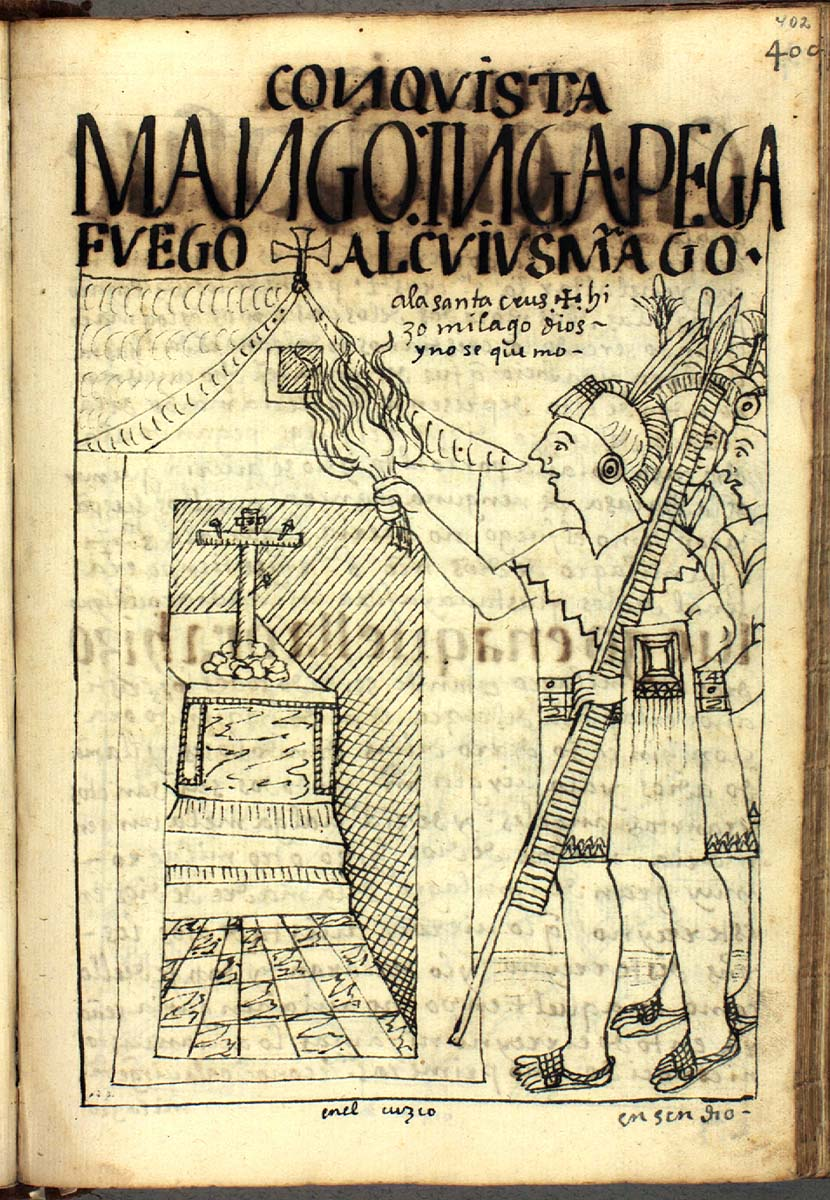
Ilustrovaná kronika Inky Pomy de Ayala z počátku 17. století ukazuje na násilné stránky vztahu indiánského obyvatelstva ke kolonizátorovi a jeho víře v době conquisty.

Naopak Sepúlveda viděl v domorodcích přirozené otroky (pojem přejal od Aristotela), což podle něj znamenalo, že jejich zotročování je přirozené a Indiáni si nemohou sami vládnout. Sepúlveda potom obhajoval spravedlivou válku proti indiánskému obyvatelstvu, která vycházela z jeho představ o necivilizovanosti a nelidskosti indiánů obecně:
| „                         | Porovnejte tyto přirozené vlastnosti úsudku, talentu, šlechetnosti, střídmosti, lidskosti a náboženství s těmi těchto ubohých lidí, a jen těžko v nich najdete známky lidství. Tito lidé nemají ani vědu, ani abecedu, ani zachované památky o své minulosti s výjimkou některých nejasných a neurčitých vzpomínek znázorněných v některých obrazech, ani nemají psané zákony, ale barbarské instituce a zvyky... Válku proti barbarům lze ospravedlnit nejenom jejich pohanstvím, ale také jejich ohavnou nevázaností, jejich podivuhodným obětováním lidských obětí, velkými škodami, které způsobili na nevinných osobách, jejich strašlivými hostinami s lidským masem a bezbožným kultem idolů. | “ |
| — Juan Ginés de Sepúlveda | |   |

Tato diskuse dobře charakterizuje roli katolické církve v koloniích, kde se na jednu stranu podílela na některých krutostech tím, že je podobně jako Sepúlveda ospravedlňovala, ale na druhou stranu to byla také katolická církev, která se domorodců nejhlasitěji zastávala.
V souvislosti s katolickou církví je dobré rovněž zmínit specifické postavení, které měla v Jižní respektive Latinské Americe ve vztahu ke státu respektive světské moci. V Latinské Americe obecně existoval systém patronato real, který v praxi znamenal, že místní církev podléhala přímo autoritě státu a až po něm Vatikánu. Znamenalo to, že Vatikán nechal španělským a portugalským panovníkům v koloniích volnou ruku například v otázkách výběru biskupů a arcibiskupů atp. Vedle františkánů nebo dominikánů a dalších byl nejaktivnějším řeholním řádem v Jižní Americe jezuitský řád. Jezuité dosáhly na kontinentě jedinečného postavení. V oblastech dnešní Paraguaye, Bolívie, Argentiny, Uruguaye a Brazílie jezuité založili během 17. a 18. století tzv.jezuitské redukce (reducciones indios), které spojovaly misionářskou a christianizační činnost s ekonomickou, ve které byly velmi úspěšné. Pro své autonomní postavení a hospodářský úspěch byly redukce vnímány negativně ze strany státu. V době tzv. bourbonských reforem došlo ke zrušení jezuitského řádu (1767) a redukce byly tímto způsobem zlikvidovány.
Vedle ideologické role měla katolická církev významnou kulturní a vzdělávací roli. V polovině 16. století vznikla v Jižní Americe první univerzita, která byla plně pod kontrolou a organizací katolické církve. Jednalo se o Univerzitu Svatého Marka v Limě. Druhá univerzita byla ve stejné době založena v severoamerické části španělského koloniálního panství v Mexiku (Královská a pontifikální univerzita). V případě portugalských kolonií v Jižní Americe existovala nadále závislost na univerzitním vzdělání v metropoli (především na universitě v Combře). Až během 18. století vznikají v koloniální Brazílii první učené společnosti a polytechniky. Hlavními vzdělávacími institucemi tak byly v portugalských koloniích jezuitské semináře a misionářské školy, které samozřejmě existovaly také v případě španělských území.

## Koloniální hospodářství

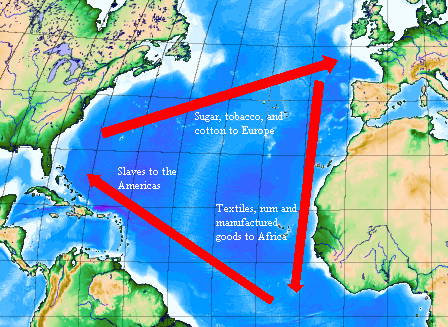
Tzv.Trojúhelníkový obchod probíhal během 17.,18 a 19. století mezi třemi kontinenty.

Hospodářský zájem byl jedním z hlavních motorů zámořských objevů 16. století. Základní charakteristikou vztahu mezi koloniemi a metropolí byla hospodářská závislost. Ta v praxi znamenala, že metropole (Madrid nebo Lisabon) určovala poptávku i odbyt pro koloniální zboží, často vydávala licence a privilegia pro obchod s koloniemi a obchodní výměnu mezi koloniemi a centrem i uvnitř kolonií i mezi koloniemi různými způsoby regulovala. Důležitým aspektem tohoto vztahu je skutečnost, že obchodní výměna jako taková byla od počátku v rukou kolonizátorů později kreolů, kteří si poměrně dlouhou dobu udržovali dobré vztahy s metropolí. Na počátku 17. století docházelo k oslabování ekonomické síly i politického vlivu Španělska i Portugalska, které navíc utrpělo ztrátou některých svých kolonií v Asii. Naopak silné postavení získaly během 17. století Anglie a Nizozemí, jejichž postoj byl mnohem více pragmatický a flexibilní. Obchodní i vojenská síla Anglie respektive Velké Británie vedla k tomu, že paradoxně i samotné Španělsko a Portugalsko začaly být během 18. století ekonomicky závislé na Velké Británii.
Obecně je především raná obchodní výměna mezi Amerikami, Afrikou a Evropou popisována jako tzv. trojúhelníková obchodní výměna. Zatímco Evropa vyvážela do kolonií v Americe hotové výrobky (jako byly nástroje, později technologie, luxusní zboží z Orientu atp.), americké kolonie vyvážely do Evropy především suroviny (drahé kovy, dřevo, perly, cukr, kakao, tabák atp.). Konečně Afrika poskytovala Amerikám pracovní sílu v podobě černých otroků a získávala z Evropy hotové výrobky a některé koloniální zboží.
Základem koloniálního hospodářství byla produkce surovin pro metropoli. Prvotní zájem o drahé kovy (především zlato a stříbro) vedl k založení řady dolů, z nichž je nejznámější zřejmě důl v Potosí (dnešní Bolívie). Vedle toho Jižní Amerika nabízela možnosti k produkci dalších nerostných surovin nebo koloniálních produktů jako byla cukrová třtina, bavlna, dřevo, banány, kokosy, tabák atp. V rámci těchto na vývoz orientovaných ekonomických vztahů vznikaly v Jižní Americe společensko-hospodářské instituce jako například hacienda, plantáž nebo fazenda, které také upravovaly vztahy a postavení mezi potomky původního obyvatelstva a kreoly, stejně jako reflektovaly a reprodukovaly kastovní systém.

## Jiné koloniální velmoci v Jižní Americe

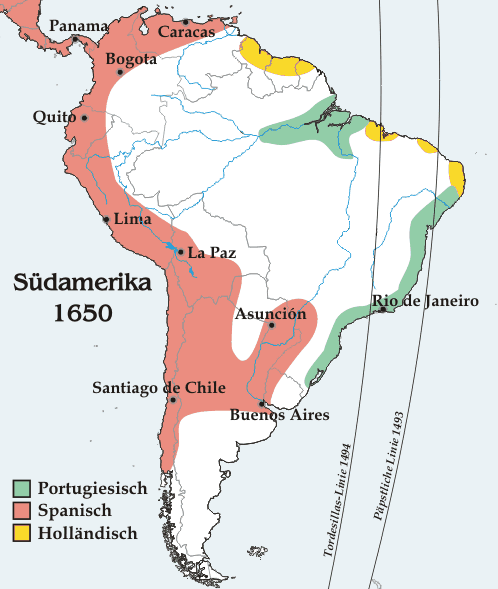
Jižní Amerika v roce 1650.
Kolonie Portugalska, Španělska a Holandska.

Přestože byla Jižní Amerika dominantně kolonizována Španěly a Portugalci, kteří si území již roku 1494 smluvně rozdělili (viz Tordesillaská smlouva), vznikaly zde rovněž menší kolonie jiných evropských koloniálních velmocí, a to především Nizozemí, Francie a Velké Británie. Tato skutečnost byla výsledkem konkurenčních snah a ekonomických zájmů těchto velmocí ve vztahu ke Španělsku a Portugalsku.
- Nizozemsko:

Vedle některých karibských ostrovů (Svatý Martin, Curaçao) se expandující Nizozemci v Jižní Americe zaměřili na oblasti, kde už existovaly portugalské kolonie. V roce 1624 obsadili město Bahía a rok ho kontrolovaly, později v roce 1630 se pod nizozemskou kontrolu dostala také portugalská provincie Pernambuco. Kolem roku 1650 byl téměř veškerý obchod s otroky a cukrovou třtinou pod kontrolou Nizozemců. Nicméně podobně jako v případě Asie nebylo trvání nizozemské kontroly těchto kolonií dlouhodobě úspěšné. Nejdelší dobu si tak Nizozemci udrželi kontrolu (a to do roku 1975) nad Surinamem (Nizozemskou Guyanou) ležícím na severním pobřeží jihoamerického kontinentu.
- Francie:

Hlavní francouzský zájem v koloniích se dlouhodobě orientoval spíše na oblasti Severní Ameriky, ale vzhledem k tomu, že oblast Karibiku a severního pobřeží Jižní Ameriky byla strategicky i obchodně velmi důležitá, Francouzi se snažili udržovat svojí přítomnost i v této oblasti. Na začátku 17. století (1624) začali Francouzi osidlovat oblast na severním pobřeží, která je dnes více méně totožná s tzv. Francouzskou Guyanou. Vedle toho kolonizovali také sousední ostrovy v Karibském moři Martinique a Guadeloupe, které jsou dodnes zámořskými teritorii Francie.
- Anglie respektive Velká Británie:

Stejně jako v případě Francie bylo těžiště zájmů Anglie na jihoamerickém kontinentů v oblasti Karibiku (např. Barbados, Grenada) a na severním pobřeží Jižní Ameriky, kde od 17. století Anglie soupeřila s Nizozemskem dlouho do 19. století. Bývalá nizozemská kolonie tzv. Britská Guayana se stala britskou kolonií až v roce 1814 po téměř dvou staletích sporů. Anglická (britská) přítomnost na kontinentě nebyla založena na kolonizaci teritorií, ale na ekonomické a vojenské síle, kterou během 18. a v 19. století Velká Británie získala. Význam postavení Velké Británie dobře ilustruje získání tzv. assienta. Assiento bylo název dohody, uzavřené mezi Španělskem a Velkou Británii v roce 1713 (součást Utrechtského míru – Tratado de Utrecht), která dávala Británii monopolní postavení pro prodej otroků do všech španělských kolonií na 30 let.